# Cyclopamine
La cyclopamine est un alcaloïde stéroïde naturel isolé à partir de Veratrum californicum, une plante de la famille des Liliaceae. Semblable à la jervine, il s'agit d'une substance tératogène qui provoque des malformations congénitales graves généralement incompatibles avec une survie postnatale prolongée. Elle empêche la division du cerveau du fœtus en deux hémisphères (holoproencéphalie) et conduit au développement d'un œil unique (cyclopie). Plus précisément, elle inhibe la voie de signalisation hedgehog (Hh),. Elle est par conséquent utilisée dans l'étude du rôle de la voie Hh dans le développement normal du fœtus ainsi que dans les recherches en vue de possibles traitements contre des cancers au cours desquels la voie Hh est surexprimée. Elle inhibe également la réplication du virus respiratoire syncytial, agent majeur des bronchiolites du nourrisson.
La cyclopamine a été appelée ainsi à la suite d'une étude du département de l'Agriculture des États-Unis (USDA) qui avait conduit à l'identification de ce composé comme étant à l'origine de la naissance d'agneaux à œil unique dans une ferme de l'Idaho où des brebis avaient brouté des vératres.